# 小マールキヤ経
小マールキヤ経（しょうマールキヤきょう、巴: Cūḷamālukya-sutta, チューラマールキヤ・スッタ）とは、パーリ仏典経蔵中部に収録されている第63経。『摩羅迦小経』（まらかしょうきょう）、『箭喩経』（せんゆきょう）とも。
類似の伝統漢訳経典としては、『中阿含経』（大正蔵26）の第221経「箭喩経」や、『箭喩経』（大正蔵94）がある。
釈迦が、比丘マールキヤプッタに「毒矢のたとえ」で有名な説法をする。

## 構成

### 登場人物
- 釈迦
- マールキヤプッタ --- 比丘。

### 場面設定
ある時、釈迦は、コーサラ国サーヴァッティーのアナータピンディカ園（祇園精舎）に滞在していた。
そこに比丘マールキヤプッタがやって来て、世界の永遠性や有限・無限性、生命と身体の関係、如来（修行完成者）の死後など、湧き上がった疑問について問う。
釈迦は「毒矢のたとえ」を出し、そうした疑問よりもまずは短い人生の中で自分の苦を取り除くことを優先し、それに専念すべきこと、そして自身はそのために有用な四諦は説くが、役立たない事柄については説かないと述べる。
マールキヤプッタは歓喜する。

## 内容

### マールキヤプッタの問い
釈迦が舎衛城の祇園精舎に滞在している際に、マールキヤプッタ尊者の中に、
1. 世界（loka）は常住（sassato）であるのか
2. 世界は無常（asassato）であるのか
3. 世界は有限（antavā）であるのか
4. 世界は無限（anantavā）であるのか
5. 生命（jīvaṃ）と身体（sarīra）は同一か
6. 生命と身体は別個か
7. 修行完成者（如来）は死後存在するのか
8. 修行完成者（如来）は死後存在しないのか
9. 修行完成者（如来）は死後存在しながらしかも存在しないのか
10. 修行完成者（如来）は死後存在するのでもなく存在しないのでもないのか

といった10の疑問が生じた（上記の通り、対になる選択肢を統一すれば、実際は4つの疑問である）。
マールキヤプッタ尊者は、これらの疑問に釈迦が答えてくれるなら修行を続けるが、答えてくれなければ修行を放棄しようと考えつつ、釈迦にこれらについて問う。

### 毒矢のたとえ
それに対して釈迦は、「私の下で修行すればそれらについて説くと私は話したか、またマールキヤプッタはそのような期待でこの修行を始めたのか」と問い返す。マールキヤプッタ尊者はどちらも違うと否定する。
釈迦は「もし私にそうした疑問について説いてもらえない限り、私の下で修行しないと言う人がいたとすれば、その人は私にそれについて説いてもらう前に、死期（寿命）を迎えてしまうことになるだろう」

例えば、毒矢に射抜かれた人がいて、その友人同僚・血縁者たちが内科医・外科医にその手当てをさせようとしているところで、その当人が
- 『私を射た者が王族（クシャトリヤ）であるか、バラモンであるか、農商工業者（バイシャ）であるか、奴婢（シュードラ）であるかが、知られない内は、矢を抜くことはしない』
- 『私を射た者の名や姓が知られない内は…』
- 『私を射た者が長身か短身か中くらいかが知られない内は…』
- 『私を射た者の肌は黒いか褐色か金色か知られない内は…』
- 『私を射た者がどの村・町・市に住んでいるかが知られない内は…』
- 『私を射た弓が普通の弓か、弩（いしゆみ）であるかが知られない内は…』
- 『弓の弦はアッカ草で作ったものか、サンタ草で作ったものか、動物の筋繊維で作ったものか、マルヴァー麻で作ったものか、キーラバンニン樹で作ったものかが知られない内は…』
- 『矢の羽がワシの羽か、アオサギの羽か、タカの羽か、クジャクの羽か、シティラハヌ鳥の羽か、知られない内は…』
- 『矢幹に巻いてある筋繊維が牛のものであるか、水牛のものであるか、鹿のものであるか、猿のものであるか知られない内は…』
- 『矢尻は普通の矢か、クラッパ矢か、ヴェーカンダ矢か、ナーラーチャ矢か、ヴァッチャダンタ矢か、カラヴィーラパッタ矢であるかが知られない内は…』

といったことを考えていたとしたら、その人はその答えを得る前に死んでしまう

それと同様に、「それらの答えが与えられてはじめて、人は修行生活に留まるということはない」「それらがどうであろうと、生・老・死、悲しみ・嘆き・苦しみ・憂い・悩みはあるし、現実にそれらを制圧する（すなわち、「毒矢の手当てをする」）ことを私は教えるのである」
「故に、私は説かないことは説かないし、説くことは説く」「先の疑問の内容は、目的にかなわず、修行のための基礎にもならず、厭離・離欲・滅尽・寂静・智通・正覚・涅槃に役立たないので、説かない」

kasmā cetaṃ māluṅkyaputta mayā abyākataṃ

na hetaṃ māluṅkyaputta atthasaṃhitaṃ, nādibrahmacariyakaṃ, netaṃ1 nibbidāya. Na virāgāya na nirodhāya na upasamāya na abhiññāya na sambodhāya. Na nibbānāya saṃvattati.

Tasmā taṃ mayā abyākataṃ
マールキャプッタよ、何故これらについて、私（釈迦）は回答しないのか。

マールキャプッタよ、なぜならば、必要性が無く、梵行の導入とならず、厭離・離欲・滅尽・寂静・智通・正覚・涅槃につながらないからである。

そのため私は、これらに回答しないのである。

「逆に四聖諦は、目的にかない、修行のための基礎にもなり、厭離・離欲・滅尽・寂静・智通・正覚・涅槃に役立つので、説く」「この説かないものと、説くものとの違いを、了解せよ」と諭される。
マールキヤプッタ尊者は歓喜し、釈迦の教説を信受した。

## 日本語訳
- 『南伝大蔵経・経蔵・中部経典2』（第10巻） 大蔵出版
- 『パーリ仏典 中部（マッジマニカーヤ）中分五十経篇I』 片山一良訳 大蔵出版
- 『原始仏典 中部経典2』（第5巻） 中村元監修 春秋社